# Spike Lee’s Spiel des Lebens
Spike Lee’s Spiel des Lebens (Originaltitel: He Got Game) ist ein US-amerikanischer Sportfilm von Regisseur Spike Lee aus dem Jahr 1998.

## Handlung
Der Film erzählt die Geschichte des Basketball-Ausnahmetalents Jesus Shuttlesworth, der von vielen Universitäten mit zum Teil illegalen Mitteln umworben wird. Seinem Vater Jake, der für den Totschlag an seiner Frau im Gefängnis sitzt, bietet man eine Amnestie an, sollte er seinen Sohn bei der College-Wahl beeinflussen können. Wenn Jesus für das ehemalige College des Gouverneurs spielt, würde Jake freigelassen werden. Diese Aufgabe erweist sich für Jake jedoch als sehr schwierig, da Jesus ihm immer noch nicht den Totschlag (eher Unfall) seiner Mutter verziehen hat. Nach mehreren Besuchen an anderen Colleges unterschreibt Jesus am Schluss doch für das ehemalige Collegeteam des Gouverneurs – die Big State University, Jake wird allerdings doch nicht freigelassen. Der Gefängnispräsident sagt ihm, dass Jake nicht für die Entscheidung seines Sohnes verantwortlich sei, und er warten solle was passiert.

## Hintergrund
Der Film wurde unter anderem im East Jersey State Prison gedreht.

## Kritiken
„Ein flacher, lehrstückhafter und hemmungslos naiver Film, der Regisseur Spike Lee sehr bewusst auf seine Kunstfertigkeit verzichten lässt. Auch als Sportfilm eine Enttäuschung“, urteilte das Lexikon des internationalen Films.